# Liste der Kulturdenkmale in Dermbach
Die Liste der Kulturdenkmale in Dermbach umfasst die als Ensembles, Straßenzüge und Einzeldenkmale erfassten Kulturdenkmale in der thüringischen Gemeinde Dermbach im Wartburgkreis.
Die Angaben in der Liste ersetzen nicht die rechtsverbindliche Auskunft der zuständigen Denkmalschutzbehörde.

## Legende
- Bild: zeigt ein Bild des Kulturdenkmals und gegebenenfalls einen Link zu weiteren Fotos des Kulturdenkmals im Medienarchiv Wikimedia Commons
- Bezeichnung: Name, Bezeichnung oder die Art des Kulturdenkmals
- Lage: Wenn vorhanden Straßenname und Hausnummer des Kulturdenkmals; Grundsortierung der Liste erfolgt nach dieser Adresse. Der Link Karte führt zu verschiedenen Kartendarstellungen und nennt die Koordinaten des Kulturdenkmals.
 Kartenansicht, um Koordinaten zu setzen – in dieser Kartenansicht sind Kulturdenkmale ohne Koordinaten mit einem roten bzw. orangen Marker dargestellt und können in der Karte gesetzt werden. Kulturdenkmale ohne Bild sind mit einem blauen bzw. roten Marker gekennzeichnet, Kulturdenkmale mit Bild mit einem grünen bzw. orangen Marker.
- Datierung: gibt das Jahr der Fertigstellung beziehungsweise das Datum der Erstnennung oder den Zeitraum der Errichtung an
- Beschreibung: bauliche und geschichtliche Einzelheiten des Kulturdenkmals, vorzugsweise die Denkmaleigenschaften
- ID: Die ID identifiziert das Kulturdenkmal eindeutig. In Thüringen sind aktuell keine IDs veröffentlicht. In der ID-Spalte kann sich auch folgendes Icon  befinden, dies führt zu Angaben zu diesem Kulturdenkmal bei Wikidata.

## Ensembles
| Bild | Bezeichnung                      | Lage | Datierung | Beschreibung | ID |
| --- | -------------------------------- | --- | --------- | ------------ | -- |
| BW | Ensemble Anger                   | Dermbach, Kirchberg o. Nr. (Karte) |           |              |    |
| BW | Ensemble Wilhelm-Löber-Straße    | Neidhartshausen, Wilhelm-Löber-Straße 7, 9, 11, 13, 15, 17, 19, 21, 23, 25; Zur Ziegelei 7 (Karte) |           |              |    |
| [[Vorlage:Bilderwunsch/code!/O:!/C:50.782199,10.131197!/D:Alte Braugasse komplett; Am Burgplatz komplett; Am Markt komplett; Amtsstraße komplett; Bergstraße 2, 2a, 4, 6, 8, 12, 14, 16, 18; Frauenberg komplett; Hintergasse komplett; Jacobgasse komplett; Milchgasse komplett; Obertor 1, 2, 3, 4, 5, 6, 7, 8, 10; Pfaffental 1, 3, 3a, 5; Querstraße komplett; Ratsgasse komplett; Seitenstraße komplett; Torstraße 1, 5, 7, 9; Turmgässchen komplett; Wasserpforte komplett; Zum Kirchberg komplett, Ensemble Ortskern Stadtlengsfeld!/\|BW]] | Ensemble Ortskern Stadtlengsfeld | Stadtlengsfeld, Alte Braugasse komplett; Am Burgplatz komplett; Am Markt komplett; Amtsstraße komplett; Bergstraße 2, 2a, 4, 6, 8, 12, 14, 16, 18; Frauenberg komplett; Hintergasse komplett; Jacobgasse komplett; Milchgasse komplett; Obertor 1, 2, 3, 4, 5, 6, 7, 8, 10; Pfaffental 1, 3, 3a, 5; Querstraße komplett; Ratsgasse komplett; Seitenstraße komplett; Torstraße 1, 5, 7, 9; Turmgässchen komplett; Wasserpforte komplett; Zum Kirchberg komplett (Karte) |           |              |    |

## Einzeldenkmale nach Gemarkungen

### Dermbach
| Bild                                    | Bezeichnung                                                                          | Lage                                                                         | Datierung | Beschreibung                               | ID |
| --------------------------------------- | ------------------------------------------------------------------------------------ | ---------------------------------------------------------------------------- | --------- | ------------------------------------------ | -- |
| weitere Bilder Fotos hochladen          | Gasthof Sächsischer Hof                                                              | Dermbach, Bahnhofstraße 2 (Karte)                                            |           |                                            |    |
| BW                                      | Stallgebäude                                                                         | Dermbach, Bahnhofstraße 2 (Karte)                                            |           |                                            |    |
| BW                                      | Laube                                                                                | Dermbach, Bahnhofstraße 2 (Karte)                                            |           |                                            |    |
| BW                                      | Stützmauer                                                                           | Dermbach, Bahnhofstraße 2 (Karte)                                            |           |                                            |    |
| Direkt Bild zu diesem Denkmal hochladen | Planetarium                                                                          | Dermbach, Burgseestraße 7                                                    |           | liegt in Bad Salzungen und ist 1984 erbaut |    |
| BW                                      | Felsenkeller                                                                         | Dermbach, Bahnhofstraße 2 (Karte)                                            |           |                                            |    |
| Direkt Bild zu diesem Denkmal hochladen | Steinkreuz                                                                           | Dermbach, Geisaer Straße o. Nr., Kirchhof                                    |           |                                            |    |
| weitere Bilder Fotos hochladen          | Schloss Dermbach                                                                     | Dermbach, Geisaer Straße 16 (Karte)                                          |           |                                            |    |
| BW                                      | Nördliches Nebengebäude                                                              | Dermbach, Geisaer Straße 16 (Karte)                                          |           |                                            |    |
| BW                                      | Südliches Nebengebäude                                                               | Dermbach, Geisaer Straße 16 (Karte)                                          |           |                                            |    |
| weitere Bilder Fotos hochladen          | Katholische Pfarrkirche St. Peter und Paul (Patrozinium Zu den heiligen fünf Wunden) | Dermbach, Geisaer Straße 25 (Karte)                                          |           | mit Ausstattung                            |    |
| BW                                      | Umfriedung                                                                           | Dermbach, Geisaer Straße 25 (Karte)                                          |           |                                            |    |
| BW                                      | Brunnen                                                                              | Dermbach, Karl-Friedrich-Straße o. Nr. (Karte)                               |           |                                            |    |
| BW                                      | Wohnhaus                                                                             | Dermbach, Karl-Friedrich-Straße 2 (Karte)                                    |           |                                            |    |
| BW                                      | Wohnhaus                                                                             | Dermbach, Karl-Friedrich-Straße 27 (Karte)                                   |           |                                            |    |
| BW                                      | Wohnstallhaus                                                                        | Dermbach, Karl-Friedrich-Straße 30 (Karte)                                   |           |                                            |    |
| BW                                      | Wohnhaus                                                                             | Dermbach, Karl-Friedrich-Straße 6 (Karte)                                    |           |                                            |    |
| BW                                      | Wohnhaus                                                                             | Dermbach, Karl-Friedrich-Straße 8 (Karte)                                    |           |                                            |    |
| BW                                      | Gefallenendenkmal für den 1. Weltkrieg                                               | Dermbach, Kirchberg o. Nr. (Karte)                                           |           |                                            |    |
| BW                                      | Gedenkstein für den Krieg 1866                                                       | Dermbach, Kirchberg o. Nr. (Karte)                                           |           |                                            |    |
| BW                                      | Hofanlage                                                                            | Dermbach, Kirchberg 2 (Karte)                                                |           |                                            |    |
| weitere Bilder Fotos hochladen          | Evangelische Kirche Heilige Dreifaltigkeit                                           | Dermbach, Kirchberg 7 (Karte)                                                |           | mit Ausstattung                            |    |
| BW                                      | Kirchhof                                                                             | Dermbach, Kirchberg 7 (Karte)                                                |           |                                            |    |
| BW                                      | Kirchhofmauer                                                                        | Dermbach, Kirchberg 7 (Karte)                                                |           |                                            |    |
| BW                                      | Wohnhaus                                                                             | Dermbach, Lengsfelder Straße 4 (Karte)                                       |           |                                            |    |
| BW                                      | Karl-Alexander-Brunnen                                                               | Dermbach, Marktstraße o. Nr. (Karte)                                         |           |                                            |    |
| BW                                      | Laufbrunnen am Backhaus                                                              | Dermbach, Marktstraße o. Nr.; Bahnhofstraße (Karte)                          |           |                                            |    |
| BW                                      | Backhaus                                                                             | Dermbach, Marktstraße o. Nr.; Bahnhofstraße (Karte)                          |           |                                            |    |
| BW                                      | Wohn- und Geschäftshaus                                                              | Dermbach, Marktstraße 12 (Karte)                                             |           |                                            |    |
| BW                                      | Wohnhaus                                                                             | Dermbach, Marktstraße 15 (Karte)                                             |           |                                            |    |
| BW                                      | Wohnhaus                                                                             | Dermbach, Marktstraße 17 (Karte)                                             |           |                                            |    |
| BW                                      | Wohnhaus                                                                             | Dermbach, Marktstraße 19 (Karte)                                             |           |                                            |    |
| BW                                      | Wohnhaus                                                                             | Dermbach, Marktstraße 25 (Karte)                                             |           |                                            |    |
| BW                                      | Wohnhaus                                                                             | Dermbach, Marktstraße 4 (Karte)                                              |           |                                            |    |
| BW                                      | Wohnhaus                                                                             | Dermbach, Marktstraße 7 (Karte)                                              |           |                                            |    |
| BW                                      | Wohnhaus                                                                             | Dermbach, Marktstraße 8 (Karte)                                              |           |                                            |    |
| BW                                      | Skulptur Hl. Nepomuk                                                                 | Dermbach, Schloßberg o. Nr. (Karte)                                          |           |                                            |    |
| BW                                      | Wohnhaus                                                                             | Dermbach, Schloßberg 1 (Karte)                                               |           |                                            |    |
| BW                                      | Wohnhaus                                                                             | Dermbach, Schloßberg 2 (Karte)                                               |           |                                            |    |
| BW                                      | Wohnhaus                                                                             | Dermbach, Schloßberg 3 (Karte)                                               |           |                                            |    |
| BW                                      | Pfarrhaus                                                                            | Dermbach, Schloßberg 5 (Karte)                                               |           |                                            |    |
| BW                                      | Saalbau                                                                              | Dermbach, Schloßberg 5 (Karte)                                               |           |                                            |    |
| BW                                      | Einfriedung                                                                          | Dermbach, Schloßberg 5 (Karte)                                               |           |                                            |    |
| weitere Bilder Fotos hochladen          | Staatliche Regelschule Dermbach, ehemals Polytechnische Oberschule Maxim Gorki       | Dermbach, Schulstraße 2 (Karte)                                              |           |                                            |    |
| BW                                      | Wohn und Geschäftshaus, Amtsapotheke                                                 | Dermbach, Steinstraße 2 (Karte)                                              |           |                                            |    |
| BW                                      | Einfriedung                                                                          | Dermbach, Steinstraße 2 (Karte)                                              |           |                                            |    |
| BW                                      | Hirtentränke                                                                         | Dermbach, Feldflur (Karte)                                                   |           |                                            |    |
| weitere Bilder Fotos hochladen          | Fatima-Kapelle                                                                       | Dermbach, am Hasenborne bzw. westlich oberhalb der Straße 'Siedlung' (Karte) |           | mit Ausstattung                            |    |
| Direkt Bild zu diesem Denkmal hochladen | Terrassierung                                                                        | Dermbach, am Hasenborne bzw. westlich oberhalb der Straße 'Siedlung'         |           |                                            |    |
| BW                                      | Feldabrücke                                                                          | Dermbach, Straße nach Wiesenthal beim Abzweig Lindenau (K 92A) (Karte)       |           |                                            |    |

### Bernshausen
| Bild                           | Bezeichnung               | Lage                                    | Datierung | Beschreibung    | ID |
| ------------------------------ | ------------------------- | --------------------------------------- | --------- | --------------- | -- |
| BW                             | Backhaus                  | Bernshausen, Bernshausen o. Nr. (Karte) |           |                 |    |
| weitere Bilder Fotos hochladen | Evangelische Filialkirche | Bernshausen, Bernshausen o. Nr. (Karte) |           | mit Ausstattung |    |
| BW                             | Kirchhof                  | Bernshausen, Bernshausen o. Nr. (Karte) |           |                 |    |
| BW                             | Kirchhofmauer             | Bernshausen, Bernshausen o. Nr. (Karte) |           |                 |    |
| BW                             | Gasthaus Zur grünen Kutte | Bernshausen, Bernshausen 9 (Karte)      |           |                 |    |

### Brunnhartshausen
| Bild                                    | Bezeichnung | Lage                                                                                          | Datierung | Beschreibung | ID |
| --------------------------------------- | ----------- | --------------------------------------------------------------------------------------------- | --------- | ------------ | -- |
| BW                                      | Brunnen     | Brunnhartshausen, Brunnhartshausen o. Nr., vor Nr. 64 (ehemals Hauptstr./Dorfstr. 35) (Karte) |           |              |    |
| Direkt Bild zu diesem Denkmal hochladen | Hochkreuz   | Brunnhartshausen, Auf dem Kuhberge (bei K 93)                                                 |           |              |    |
| Direkt Bild zu diesem Denkmal hochladen | Bildstock   | Brunnhartshausen, in der Flur                                                                 |           |              |    |

### Diedorf
| Bild                           | Bezeichnung        | Lage                                      | Datierung | Beschreibung    | ID |
| ------------------------------ | ------------------ | ----------------------------------------- | --------- | --------------- | -- |
| BW                             | Wohnhaus           | Diedorf, Braugasse 8 (Karte)              |           |                 |    |
| BW                             | Wohnhaus           | Diedorf, Diedorfer Hauptstraße 19 (Karte) |           |                 |    |
| BW                             | Backhaus           | Diedorf, Diedorfer Hauptstraße 23 (Karte) |           |                 |    |
| BW                             | Wohnhaus           | Diedorf, Diedorfer Hauptstraße 35 (Karte) |           |                 |    |
| weitere Bilder Fotos hochladen | Ev. Antoniuskirche | Diedorf, Diedorfer Kirchberg 15 (Karte)   |           | mit Ausstattung |    |
| BW                             | Kirchhof           | Diedorf, Diedorfer Kirchberg 15 (Karte)   |           |                 |    |
| weitere Bilder Fotos hochladen | Burg Fischberg     | Diedorf (Karte)                           | 1100      |                 |    |

### Föhlritz
| Bild                                    | Bezeichnung  | Lage                                                                    | Datierung | Beschreibung | ID |
| --------------------------------------- | ------------ | ----------------------------------------------------------------------- | --------- | ------------ | -- |
| Direkt Bild zu diesem Denkmal hochladen | Tränke       | Föhlritz, Föhlritz o. Nr.                                               |           |              |    |
| BW                                      | Wohnhaus     | Föhlritz, Föhlritz 16 (Karte)                                           |           |              |    |
| BW                                      | Schule       | Föhlritz, Föhlritz 29 (Karte)                                           |           |              |    |
| BW                                      | Nebengebäude | Föhlritz, Föhlritz 29 (Karte)                                           |           |              |    |
| BW                                      | Hofanlage    | Föhlritz, Föhlritz 9 (Karte)                                            |           |              |    |
| BW                                      | Kreuz        | Föhlritz, Straße nach Brunnhartshausen, Flur 2, Flurstück 197/6 (Karte) |           |              |    |
| BW                                      | Bildstock    | Föhlritz, Auf den Bätzenäckern, Flur 2, Flurstück 197/6 (Karte)         |           |              |    |
| BW                                      | Bildstock    | Föhlritz, Am Heiligenstock, Flur 5, Flurstück 384 (Karte)               |           |              |    |
| BW                                      | Kreuz        | Föhlritz, Ortsrand, Flur 2, Flurstück 197/5 (Karte)                     |           |              |    |

### Gehaus
| Bild                                    | Bezeichnung                           | Lage                                                                 | Datierung | Beschreibung    | ID |
| --------------------------------------- | ------------------------------------- | -------------------------------------------------------------------- | --------- | --------------- | -- |
| weitere Bilder Fotos hochladen          | Jüdischer Friedhof                    | Gehaus, Beim Judengottesacker o. Nr., Flur 27, Flurstück 551 (Karte) |           |                 |    |
| BW                                      | Wohnhaus                              | Gehaus, Hauptstraße 64 (Karte)                                       |           |                 |    |
| BW                                      | Wohnhaus                              | Gehaus, Mittlere Straße 20 (Karte)                                   |           |                 |    |
| BW                                      | Gasthaus Halber Mond                  | Gehaus, Schulstraße 66 (Karte)                                       |           |                 |    |
| BW                                      | Scheune                               | Gehaus, Schulstraße 66 (Karte)                                       |           |                 |    |
| BW                                      | Schloss                               | Gehaus, Vachaer Straße 1, 1a, 1b (Karte)                             |           |                 |    |
| BW                                      | Park                                  | Gehaus, Vachaer Straße 1, 1a, 1b (Karte)                             |           |                 |    |
| BW                                      | Wohnhaus                              | Gehaus, Vachaer Straße 44 (Karte)                                    |           |                 |    |
| BW                                      | Wohnhaus                              | Gehaus, Vachaer Straße 46 (Karte)                                    |           |                 |    |
| weitere Bilder Fotos hochladen          | Evangelisch-lutherische Kirche Gehaus | Gehaus, Vachaer Straße 47 (Karte)                                    |           | mit Ausstattung |    |
| BW                                      | Kirchhof                              | Gehaus, Vachaer Straße 47 (Karte)                                    |           |                 |    |
| Direkt Bild zu diesem Denkmal hochladen | Umfriedung                            | Gehaus, Vachaer Straße 47                                            |           |                 |    |
| Direkt Bild zu diesem Denkmal hochladen | Grabsteine                            | Gehaus, Vachaer Straße 47                                            |           |                 |    |
| Direkt Bild zu diesem Denkmal hochladen | Ecksäule                              | Gehaus, am Gasthaus 'Stern', nicht zuordenbar                        |           |                 |    |

### Glattbach
| Bild | Bezeichnung | Lage                            | Datierung | Beschreibung | ID |
| ---- | ----------- | ------------------------------- | --------- | ------------ | -- |
| BW   | Hofanlage   | Glattbach, Glattbach 10 (Karte) |           |              |    |
| BW   | Wohnhaus    | Glattbach, Glattbach 4 (Karte)  |           |              |    |
| BW   | Hofanlage   | Glattbach, Glattbach 7 (Karte)  |           |              |    |
| BW   | Wohnhaus    | Glattbach, Glattbach 8 (Karte)  |           |              |    |

### Lindenau
| Bild | Bezeichnung | Lage                         | Datierung | Beschreibung | ID |
| ---- | ----------- | ---------------------------- | --------- | ------------ | -- |
| BW   | Wohnhaus    | Lindenau, Lindenau 6 (Karte) |           |              |    |

### Lindigshof
| Bild                                    | Bezeichnung | Lage                              | Datierung | Beschreibung | ID |
| --------------------------------------- | ----------- | --------------------------------- | --------- | ------------ | -- |
| Direkt Bild zu diesem Denkmal hochladen | Hofanlage   | Lindigshof, Im Lindigshof 8       |           |              |    |
| Direkt Bild zu diesem Denkmal hochladen | Wohnhaus    | Lindigshof, Im Mühlengrund o. Nr. |           |              |    |

### Neidhartshausen
| Bild                           | Bezeichnung                                  | Lage                                             | Datierung | Beschreibung | ID |
| ------------------------------ | -------------------------------------------- | ------------------------------------------------ | --------- | ------------ | -- |
| BW                             | Wohnstallhaus                                | Neidhartshausen, Wilhelm-Löber-Straße 11 (Karte) |           |              |    |
| BW                             | Wohnhaus                                     | Neidhartshausen, Wilhelm-Löber-Straße 14 (Karte) |           |              |    |
| BW                             | Wohnhaus                                     | Neidhartshausen, Wilhelm-Löber-Straße 15 (Karte) |           |              |    |
| weitere Bilder Fotos hochladen | Kirche mit Ausstattung / Evangelische Kirche | Neidhartshausen, Wilhelm-Löber-Straße 20 (Karte) |           |              |    |
| BW                             | Wohnhaus                                     | Neidhartshausen, Wilhelm-Löber-Straße 21 (Karte) |           |              |    |
| BW                             | Wohnhaus                                     | Neidhartshausen, Wilhelm-Löber-Straße 23 (Karte) |           |              |    |
| BW                             | Hofanlage                                    | Neidhartshausen, Wilhelm-Löber-Straße 25 (Karte) |           |              |    |

### Oberalba
| Bild                                    | Bezeichnung                                                        | Lage                          | Datierung | Beschreibung | ID |
| --------------------------------------- | ------------------------------------------------------------------ | ----------------------------- | --------- | ------------ | -- |
| Direkt Bild zu diesem Denkmal hochladen | Brunnen                                                            | Oberalba, Oberalba o. Nr.     |           |              |    |
| BW                                      | Wohnstallhaus                                                      | Oberalba, Oberalba 19 (Karte) |           |              |    |
| BW                                      | Wohnhaus                                                           | Oberalba, Oberalba 21 (Karte) |           |              |    |
| BW                                      | Wohnhaus                                                           | Oberalba, Oberalba 28 (Karte) |           |              |    |
| weitere Bilder Fotos hochladen          | Kirche mit Kirchhof und Ausstattung / Evangelische Kirche Oberalba | Oberalba, Oberalba 50 (Karte) |           |              |    |

### Stadtlengsfeld
| Bild                                    | Bezeichnung                                                    | Lage                                                                             | Datierung | Beschreibung    | ID |
| --------------------------------------- | -------------------------------------------------------------- | -------------------------------------------------------------------------------- | --------- | --------------- | -- |
| BW                                      | Mauer                                                          | Stadtlengsfeld, Am Burgplatz 15 (Karte)                                          |           |                 |    |
| weitere Bilder Fotos hochladen          | Wasserschloss Lengsfeld bzw. Boyneburgsches Schloss            | Stadtlengsfeld, Am Burgplatz 19 (Karte)                                          |           |                 |    |
| BW                                      | Park                                                           | Stadtlengsfeld, Am Burgplatz 19 (Karte)                                          |           |                 |    |
| BW                                      | Wohnhaus                                                       | Stadtlengsfeld, Am Markt 9 (Karte)                                               |           |                 |    |
| weitere Bilder Fotos hochladen          | Gefallenendenkmal                                              | Stadtlengsfeld, Am Salzunger Berg o. Nr.; Pfaffental; Auf Cnyrims Anlage (Karte) |           |                 |    |
| BW                                      | Park                                                           | Stadtlengsfeld, Am Salzunger Berg o. Nr.; Pfaffental; Auf Cnyrims Anlage (Karte) |           |                 |    |
| BW                                      | Allee                                                          | Stadtlengsfeld, Am Salzunger Berg o. Nr.; Pfaffental; Auf Cnyrims Anlage (Karte) |           |                 |    |
| Direkt Bild zu diesem Denkmal hochladen | Stützmauer                                                     | Stadtlengsfeld, Am Salzunger Berg o. Nr.; Pfaffental; Auf Cnyrims Anlage         |           |                 |    |
| Direkt Bild zu diesem Denkmal hochladen | Treppe                                                         | Stadtlengsfeld, Am Salzunger Berg o. Nr.; Pfaffental; Auf Cnyrims Anlage         |           |                 |    |
| Direkt Bild zu diesem Denkmal hochladen | Gartenhaus                                                     | Stadtlengsfeld, Eisenacher Straße 1                                              |           |                 |    |
| BW                                      | Gemeinde- und Frauenhaus                                       | Stadtlengsfeld, Frauenberg 2 (Karte)                                             |           |                 |    |
| BW                                      | Wohnhaus                                                       | Stadtlengsfeld, Hintergasse 9 (Karte)                                            |           |                 |    |
| BW                                      | Wohnhausgruppe Oberhaus                                        | Stadtlengsfeld, Jakobsgasse 4, 4a, 4b, 4c (Karte)                                |           |                 |    |
| weitere Bilder Fotos hochladen          | Evangelische Stadtkirche Stadtlengsfeld, ehemals St. Margareta | Stadtlengsfeld, Kirchberg 1 (Karte)                                              |           | mit Ausstattung |    |
| BW                                      | Kirchhof                                                       | Stadtlengsfeld, Kirchberg 1 (Karte)                                              |           |                 |    |
| BW                                      | Kirchhofmauer                                                  | Stadtlengsfeld, Kirchberg 1 (Karte)                                              |           |                 |    |
| BW                                      | Ehemals Vereinigte Bürgerschule                                | Stadtlengsfeld, Obertor 2 (Karte)                                                |           |                 |    |
| weitere Bilder Fotos hochladen          | Jüdischer Friedhof                                             | Stadtlengsfeld, Roter Graben o. Nr. (Karte)                                      |           |                 |    |
| Direkt Bild zu diesem Denkmal hochladen | Grabmal                                                        | Stadtlengsfeld, Standort nicht identifiziert (Friedhof?)                         |           |                 |    |

### Steinberg
| Bild                                    | Bezeichnung | Lage                        | Datierung | Beschreibung | ID |
| --------------------------------------- | ----------- | --------------------------- | --------- | ------------ | -- |
| Direkt Bild zu diesem Denkmal hochladen | Hochkreuz   | Steinberg, Steinberg o. Nr. |           |              |    |

### Unteralba
| Bild                           | Bezeichnung                   | Lage                                  | Datierung | Beschreibung    | ID |
| ------------------------------ | ----------------------------- | ------------------------------------- | --------- | --------------- | -- |
| BW                             | Gesindehaus                   | Unteralba, Alexanderstraße 16 (Karte) |           |                 |    |
| BW                             | Wohnhaus                      | Unteralba, Alexanderstraße 20 (Karte) |           |                 |    |
| BW                             | Wohnhaus                      | Unteralba, Backhausstraße 80 (Karte)  |           |                 |    |
| BW                             | Wohnhaus                      | Unteralba, Backhausstraße 81 (Karte)  |           |                 |    |
| BW                             | Wohnhaus                      | Unteralba, Karlstraße 94 (Karte)      |           |                 |    |
| weitere Bilder Fotos hochladen | Evangelische Kirche Unteralba | Unteralba, Karlstraße 95 (Karte)      |           | mit Ausstattung |    |
| BW                             | Kirchhof                      | Unteralba, Karlstraße 95 (Karte)      |           |                 |    |

### Urnshausen
| Bild                                    | Bezeichnung                                                                          | Lage                                                                            | Datierung | Beschreibung | ID |
| --------------------------------------- | ------------------------------------------------------------------------------------ | ------------------------------------------------------------------------------- | --------- | ------------ | -- |
| Direkt Bild zu diesem Denkmal hochladen | Laufbrunnen                                                                          | Urnshausen, Bernshäuser Straße o. Nr.                                           |           |              |    |
| Direkt Bild zu diesem Denkmal hochladen | Backhaus                                                                             | Urnshausen, Bernshäuser Straße o. Nr., neben Nr. 126                            |           |              |    |
| weitere Bilder Fotos hochladen          | Kirche, Ausstattung, Kirchhof, Einfriedung / Evangelisch-lutherische Elisabethkirche | Urnshausen, Bernshäuser Straße 9 (Karte)                                        |           |              |    |
| Direkt Bild zu diesem Denkmal hochladen | Backhaus                                                                             | Urnshausen, Borngraben o. Nr.; Ecke Salzunger Straße, nahe Salzunger Straße 107 |           |              |    |
| Direkt Bild zu diesem Denkmal hochladen | Backhaus                                                                             | Urnshausen, In der Burg o. Nr., gegenüber Nr. 14                                |           |              |    |
| Direkt Bild zu diesem Denkmal hochladen | Backhaus                                                                             | Urnshausen, Laite o. Nr., bei Nr. 16                                            |           |              |    |
| Direkt Bild zu diesem Denkmal hochladen | Backhaus                                                                             | Urnshausen, Laite 72                                                            |           |              |    |
| BW                                      | Laufbrunnen                                                                          | Urnshausen, Salzunger Straße o. Nr., vor Nr. 107 (Karte)                        |           |              |    |
| Direkt Bild zu diesem Denkmal hochladen | Wohnhaus                                                                             | Urnshausen, Salzunger Straße 103                                                |           |              |    |
| Direkt Bild zu diesem Denkmal hochladen | Wohnhaus                                                                             | Urnshausen, Salzunger Straße 99                                                 |           |              |    |

### Zella
| Bild                                    | Bezeichnung                                                           | Lage                                     | Datierung | Beschreibung    | ID |
| --------------------------------------- | --------------------------------------------------------------------- | ---------------------------------------- | --------- | --------------- | -- |
| weitere Bilder Fotos hochladen          | Katholische Pfarrkirche Mariae Himmelfahrt                            | Zella, Goethestraße o. Nr. (Karte)       |           | mit Ausstattung |    |
| BW                                      | Kirchhof                                                              | Zella, Goethestraße o. Nr. (Karte)       |           |                 |    |
| weitere Bilder Fotos hochladen          | Propstei                                                              | Zella, Goethestraße 1 (Karte)            | 2002      | mit Ausstattung |    |
| BW                                      | Nebengebäude                                                          | Zella, Goethestraße 1 (Karte)            |           |                 |    |
| BW                                      | Park                                                                  | Zella, Goethestraße 1 (Karte)            |           |                 |    |
| BW                                      | Einfriedung                                                           | Zella, Goethestraße 1 (Karte)            |           |                 |    |
| BW                                      | Wohnhaus                                                              | Zella, Goethestraße 75 (Karte)           |           |                 |    |
| Direkt Bild zu diesem Denkmal hochladen | Grabmale und Kruzifix für Maria Anna Protzmann und Benedict Protzmann | Zella, Honigstraße 57a, auf dem Friedhof |           |                 |    |
| weitere Bilder Fotos hochladen          | Gedenkstein 1866                                                      | Zella, Honigstraße 57a, auf dem Friedhof |           |                 |    |
| BW                                      | Friedhofsmauer mit Wappenstein                                        | Zella, Honigstraße 57a (Karte)           |           |                 |    |

## Abgegangene Kulturdenkmale
| Bild                                    | Bezeichnung | Lage                                      | Datierung | Beschreibung                   | ID |
| --------------------------------------- | ----------- | ----------------------------------------- | --------- | ------------------------------ | -- |
| Direkt Bild zu diesem Denkmal hochladen | Wohnhaus    | Dermbach, Geisaer Straße 5                |           | abgrissen, Freifläche in ALKIS |    |
| BW                                      | Wohnhaus    | Diedorf, Diedorfer Hauptstraße 25 (Karte) |           | abgrissen, Freifläche in ALKIS |    |